# Partido Democrático (Itália)
O Partido Democrático (em italiano:  Partito Democratico,  PD) é um partido político italiano de centro-esquerda.
O partido foi fundado em 2007, através da fusão de vários partidos de centro-esquerda, que tinham concorrido juntos na A União e na A Oliveira desde da década de 1990, dos quais se destacavam, dois partidos: os Democratas de Esquerda, herdeiros do antigo Partido Comunista Italiano e, a Democracia e Liberdade - A Margarida, composto pela ala da esquerda cristã da antiga Democracia Cristã.
O PD apesar de, ser descrito como social-democrata, tem várias correntes ideológicas, divididas em diferentes alas ou sectores do partido. Por isso, o partido pode ser definido como um partido pega-tudo, porque, dentro do partido, estão, desde liberais, que defendem o liberalismo económico, como é o caso de Matteo Renzi, que segue uma linha inspirada pela Terceira via de Tony Blair, passando pela esquerda cristã, pelos defensores do liberalismo seguido pelo Partido Democrata até socialistas democráticos, próximos dos sindicatos e da social-democracia tradicional.
Por isto, o PD é descrito como um partido pega-tudo de centro-esquerda, que agrupa várias facções ideológicas de esquerda.
Em 2013, após as eleições gerais, o PD decidiu fazer um governo de grande coligação, coligando-se com os seus rivais de centro-direita, O Povo da Liberdade de Silvio Berlusconi.
Em Fevereiro de 2014, Matteo Renzi, até então presidente da câmara de Florença, foi eleito líder do partido, e, propôs que Enrico Letta, até então, primeiro-ministro, se demitisse. Após a demissão de Letta, Matteo Renzi foi empossado primeiro-ministro, liderando um governo de coligação com o Novo Centro-direita (cisão da Força Itália), o Escolha Cívica e a União dos Democratas-Cristãos e de Centro.
No que tange à afiliação internacional, o partido também sofreu grandes divisões sobre o assunto, porque, a ala liberal do partido defendia a integração no Partido da Aliança dos Democratas e Liberais pela Europa, enquanto, a ala social-democrata defendia a adesão ao Partido Socialista Europeu.
Em 2012, o PD fez parte da primeira reunião da Aliança Progressista, organização que junta vários partidos de centro-esquerda, e, desde então, esta tem sido a sua afiliação internacional.
A nível de afiliação europeia, só com a eleição de Matteo Renzi em 2014, é que ficou decidida, visto que, Renzi, da ala liberal do partido, defendia a integração no Partido Socialista Europeu. Em Fevereiro de 2014, o PD foi aceite como membro do Partido Socialista Europeu.
Com a ascensão de Renzi à liderança do PD com uma linha ideológica centrista e liberal, a ala de esquerda do partido entrou em conflito com Renzi até que, em finais de 2017, vários membros do partidos, como Massimo d'Alema, Pier Luigi Bersani e Gugliemo Epifani, romperam com o partido e fundaram um novo partido de esquerda, o Artigo 1 - Movimento Democrático e Progressista.

## Resultados eleitorais

### Eleições legislativas

#### Câmara dos Deputados
| Data | CI. | Votos      | %            | +/- | Deputados | +/- | Status   |
| ---- | --- | ---------- | ------------ | --- | --------- | --- | -------- |
| 2008 | 2.º | 12 092 969 | 33,2 / 100,0 |     | 217 / 630 |     | Oposição |
| 2013 | 2.º | 8 644 187  | 25,4 / 100,0 | 7,8 | 297 / 630 | 80  | Governo  |
| 2018 | 2.º | 6 134 727  | 18,7 / 100,0 | 6,7 | 109 / 630 | 188 | Oposição |
| 2022 | 2.º | 5 356 180  | 19,1 / 100,0 | 0,4 | 69 / 400  | 40  | Oposição |

#### Senado
| Data | CI. | Votos      | %            | +/- | Deputados | +/- | Status   |
| ---- | --- | ---------- | ------------ | --- | --------- | --- | -------- |
| 2008 | 2.º | 11 052 577 | 33,1 / 100,0 |     | 118 / 315 |     | Oposição |
| 2013 | 1.º | 8 400 255  | 27,4 / 100,0 | 5,7 | 112 / 315 | 6   | Governo  |
| 2018 | 2.º | 5 768 101  | 19,1 / 100,0 | 8,3 | 53 / 315  | 69  | Oposição |
| 2022 | 2.º | 5 226 732  | 19,0 / 100,0 | 0,1 | 43 / 200  | 10  | Oposição |

### Eleições europeias
| Data | CI. | Votos      | %            | +/-  | Deputados | +/- |
| ---- | --- | ---------- | ------------ | ---- | --------- | --- |
| 2009 | 2.º | 8 008 203  | 26,1 / 100,0 |      | 21 / 72   |     |
| 2014 | 1.º | 11 203 231 | 40,8 / 100,0 | 14,7 | 31 / 73   | 10  |
| 2019 | 2.º | 6 050 351  | 22,7 / 100,0 | 18,1 | 19 / 73   | 12  |
| 2024 | 2.º | 5 636 909  | 24,1 / 100,0 | 1,4  | 21 / 76   | 3   |